# أوبري مانينغ
أوبري مانينغ (بالإنجليزية: Aubrey Manning)‏ هو عالم حيوانات بريطاني، ولد في 24 أبريل 1930 في تشيسوك في المملكة المتحدة، وتوفي في 20 أكتوبر 2018.

## وصلات خارجية
- أوبري مانينغ على موقع IMDb (الإنجليزية)
- أوبري مانينغ على موقع قاعدة بيانات الفيلم (الإنجليزية)